# Pangshura sylhetensis
Pangshura sylhetensis es una especie de tortuga de la familia Geoemydidae. Habita en ríos y  arroyos de aguas rápidas en el noreste de la India y Bangladés. Posiblemente también se encuentre en Bután. Se encuentra en peligro de extinción principalmente debido a la pérdida y fragmentación de su hábitat natural causada por la creación de nuevas plantaciones de té en su área de distribución, la deforestación que incrementa la turbiedad de sus ríos y la caza furtiva, tanto para comida como para su venta como mascota.
Su caparazón tiene una forma muy característica, el centro está elevado y las placas de esa zona están quilladas dándole un aspecto puntiagudo. Las placas de la parte trasera del caparazón tienen una forma aserrada. El caparazón es de color marrón verdusco. El plastrón es de color amarillo con una mancha marrón en cada escudo. Tiene un par de bandas rosáceas o rojizas en la cabeza, una a lo largo de la mandíbula y la otra en la zona del ojo. En el cuello tiene alrededor de 9 bandas longitudinales amarillentas. Las hembras son de mucho mayor tamaño que los machos. El caparazón de las hembras mide hasta 18,5 cm, mientras que el de los machos mide 9,5 cm. Es ovípara y pone puestas de entre 6 y 12 huevos entre octubre y febrero. Las tortugas emergen de los huevos entre marzo y abril.